# Vault of Horrors
Vault of Horrors är det belgiska brutal death metal-bandet Aborteds tolfte studioalbum, utgivet i mars 2024 på Nuclear Blast Records (bandets första musiksläpp på detta bolag) och i Japan på Chaos Reigns.
Albumets tema är skräckfilmer, och varje låt bygger på en känd film i genren (se nedan).
Bandet hade inför inspelningarna fått tillskott i form av den isländske gitarristen Daníel Máni Konráðsson.
"Dreadbringer" och "Death Cult" släpptes som singlar.  Till den förra gjordes en visualizervideo, och till den senare en musikvideo, samt till "Condemned to Rot".
Vault of Horror gästades av bland andra Ben Duerr från (Shadow of Intent), Alex Erian (Despised Icon), Matt McGachy (Cryptopsy) och Francesco Paoli (Fleshgod Apocalypse, ex-Hour of Penance).

## Låtlista
1. "Dreadbringer" (inspirerad av The Thing) – 5:30
2. "Condemned to Rot" (inspirerad av The Return of the Living Dead) – 2:56
3. "Brotherhood of Sleep" (inspirerad av Mörkrets furste) – 3:55
4. "Death Cult" (inspirerad av Motorsågsmassakern) – 3:40
5. "Hellbound" (inspirerad av Hellraiser 2: Hellbound) – 4:47
6. "Insect Politics" (inspirerad av Flugan) – 1:44
7. "The Golgothan" (inspirerad av Dogma) – 4:19
8. "The Shape of Hate" (inspirerad av Alla helgons blodiga natt) – 4:17
9. "Naturom Demonto" (inspirerad av Evil Dead Rise) – 4:03
10. "Malevolent Haze" (inspirerad av The Mist) – 4:53

Bonusspår på den begränsade boxutgåvan
1. "Infinite Terror" (inspirerad av Event Horizon) – 4:21

## Medverkande
Musiker
- Sven de Caluwé – sång
- Ian Jekelis – gitarr
- Daníel Máni Konráðsson – gitarr
- Stefano Franceschini – basgitarr
- Ken Bedene – trummor

Bidragande musiker
- Johnny Ciardullo – sång
- Matt McGachy – sång
- Ben Duerr – sång
- Alex Erian – sång
- Spencer Creaghan – synthesizer
- Ricky Hoover – sång
- Oliver Rae Aleron – sång
- Jason Evans – sång
- Francesco Paoli – sång
- David Simonich – sång
- Hal Microutsicos – sång

Produktion
- Dave Otero – producent, mixning, mastering
- Enrique Schettino Montesano – inspelningstekniker
- Mike Low – inspelningstekniker
- Dan Goldsworthy – albumkonst
- Sven de Caluwé – design
- Laura Lateralus – foto